# Consell de l'Escola Nova Unificada
El Consell de l'Escola Nova Unificada (CENU) va ser una institució (inicialment "Comitè") creada el 27 de juliol de 1936 a Barcelona. L'impulsor i primer president va ser Joan Puig i Elias.
Es pretenia crear una escola nova, gratuïta, única, laica, amb coeducació i en llengua catalana per substituir l'escola de tendència confessional, i que el nou règim escolar estigués inspirat en els principis racionalistes del treball, assegurant que tot obrer pogués arribar des de l'escola primària als estudis superiors segons la seva capacitat.
La finalitat del decret era organitzar els edificis, intervenir en el nou règim docent, coordinar l'ensenyament i organitzar edificis adequats. Era un repte considerable atès que el 1930 a tot Catalunya hi havia 3.049 escoles i en calien quasi el doble (5.641) per poder respondre a les necessitats d'alfabetització i educació bàsica. La situació era comparable a les Balears (248 escoles per construir) i al País Valencià (2.450 escoles per fer). La finalitat pedagògica era promulgar per a tothom una cultura bàsica i sòlida que formés persones desenvolupades en tots els aspectes, capaces d'aportar activitats concretes a benefici dels mateixos individus i de la societat en general.
El pedagog llibertari i anarquista Joan Puig i Elias (1898-1972), continuador de l'obra de Francesc Ferrer i Guàrdia (tot i que la seva tasca se centra en el treball escolar), va ser l'iniciador del CENU. Puig va estudiar magisteri a l'Escola Normal de Barcelona i va obtenir el títol de mestre el 1919. La seva pedagogia posava el nen al centre de l'ensenyament. No educava només la raó, sinó també els sentiments, en contacte constant amb la natura. Afiliat a la CNT des de la seva joventut, va presidir a partir de 1932 la secció de mestres del Sindicat d'intel·lectuals i Professionals Liberals de Barcelona. El juliol del 1936 ocupà la presidència del Consell de l'Escola Nova Unificada (CENU). La institució va ser dissolta el febrer de 1939 per la dictadura franquista.

## L'Escola Nova i el Consell
L'Escola Nova Unificada era concebuda com a l'escola del poble per a tots els infants de la nació, que havia de tenir tots els graus de l'ensenyament, des dels pàrvuls fins a la universitat, gratuïta en tots els graus. Va ser creada i sostinguda per l'Estat i la Generalitat, i dirigida, per la part tècnica i administrativa, per un Consell superior integrat per persones que representen tots els graus de l'ensenyament. No es definia com escola uniformada, sinó com escola igualitària. Podia admetre diferents processos, horaris i maneres especials de fer i d'ensenyar, però havia de tenir una relació de totes les activitats docents i escolars dins d'un mateix sistema que compleixi uns principis. Havia de tenir una continuïtat i de respectar les característiques de cada estadi de desenvolupament d'infant cap a jove adult.
El Consell de l'Escola Nova Unificada es va crear a partir de la revolució social que va seguir a l'ofegament de la rebel·lió militar del juliol de 1936, el seu objectiu era organitzar el nou règim docent, «assegurant que respongués, en tots els aspectes el nou ordre imposat per la voluntat del treball». El Comitè estava format pels delegats de les organitzacions sindicals i els partits polítics d'esquerres.
Aquesta transformació va provocar canvis en la legislació i en el sistema educatiu de Catalunya. L'objectiu era un Pla General d'Ensenyament que contenia aspectes molt innovadors com el plantejament d'un cicle comú d'estudis obligatoris unificat que comença des de l'escola bressol, la relació de l'ensenyament primari i secundari, una solida formació humanística en tots els estudis universitaris inclosos els tècnics, la integració dels disminuïts, la cura dels aspectes psicopedagògics i d'orientació professional, l'intent de generalitzar l'ensenyament renovat, etc.
Es van trobar diferents visions de les forces polítiques que integraven el Consell al realitzar aquest projecte en la pràctica, i per això el CENU va passar a tenir una missió d'informador i assessor del Consell de Cultura.

### Pla General d'Ensenyament
El Pla d'Ensenyament es recolzava en les tres bases següents:
1. L'ensenyament comença tant bell punt neix l'infant i prossegueix fins a la total formació, tècnica i espiritual de l'humà. En començar aviat i per a tots facilita la igualtat d'educació. No hi ha diferències a priori que posteriorment perjudiquin la formació de l'infant.
2. És obligatòria la convivència d'uns i altres, sense distinció de procedència ni de finalitat: la convivència proporciona en gran manera la selecció segons les relacions personals de cadascú. L'homogeneïtzació, a partir del començament, ajuda a evitar la incidència social.[Cal aclariment]
3. La selecció ulterior es farà a base de factors individuals: l'ensenyament ha de descobrir i desenvolupar les capacitats de cadascú, en tenir compte també dels desitjos i anhels personals.[5]

### Inspiració de l'Escola Nova: l'Institut Rousseau, Montessori, Freinet i Decroly
Molts pedàgogs catalans (entre d'altres, Pere Rosselló, Narcís Masó, Pau Vila, Anna Bassegoda, Raimon Vidal i molts altres) van estudiar al famós Institut Jean-Jacques Rousseau de Ginebra que va tenir una influència considerable en la modernització del sistema escolar. Aquest institut, no només va inspirar-se en l'obra filosòfica de Jean-Jacques Rousseau, però també i encara més en la psicologia científica de Claparède, Bovet, Piaget, Audemars i Lafendel de la primera meitat del segle xx. L'Escola Nova s'inspira entre d'altres en tres mètodes aleshores modernes: Montessori, Freinet i Decroly, que tots amb accents diferents, volien reemplaçar l'ensenyament tradicional, tipus «una mida s'adapta a tots», autoritari i ex cathedra per un aprotx actiu, interactiu, social i més divertit en aplicar els principis de la psicologia del desenvolupament.
Maria Montessori va crear el Mètode Montessori, inspirada en els principis de Fröbel. El propòsit és ajudar els nens a desenvolupar tot llur potencial, en lloc d'aprendre a superar les proves. La investigació mostra que quan el mètode està ben implementat, els resultats dels nens, fins i tot en les proves, són superiors als obtinguts amb els mètodes escolars habituals. Per altra banda, els plantejaments ideològics i formals del mètode de la pedagogia italiana unien moltes idees del reformisme de la burgesia catalana. Es va implantar per primer cop a Catalunya gràcies a Joan Palau i Vera.
El mètode Freinet té com a objectiu bastir una societat més justa i solidària. Freinet parteix d'idees igualitàries i del principi de la confiança i respecte mutu: ser més gran que l'alumne no vol dir estar per sobre d'ell. No s'aprèn per assimilar lleis i regles declamats des de la tarima, sinó per l'experiència. La infància per si mateixa és una etapa valuosa de la vida d'una persona. L'infant no és un adult en potència. L'escola ha de proposar activitats funcionals, útils per a la vida. Concep l'escola com una comunitat democràtica i cooperativa on s'aprèn a viure en democràcia.
El mètode Decroly pren els interessos i les necessitats dels infants com a punt de partida. Ovide Decroly va provar que els infants estan més motivats en ser protagonistes del propi aprenentatge. Per a ell, l'ensenyament ha de respondre a les necessitats de l'ésser humà i no només al mer coneixement. Distingeix necessitats primàries (menjar, beure, descansar), secundàries (amor propi, aprovació, admiració), socials, sexuals i maternals, cada vegada adaptat a l'estadi de desenvolupament. Treballa de manera temàtica a partir d'experiències i observacions de la vida real, al qual s'apliquen les branques (llengua, matemàtica, ciències, història… i les competències pràctiques).
Inspirat d'aquestes idees, el CENU havia de formar el professorat i crear els espais necessaris, adaptat a cada grup: pàrvuls, escola primària, escola secundària i estudis superiors.

### Edificis per a escoles
La Comissió de Cultura de l'Ajuntament va ser l'encarregada de construir les escoles públiques. En aquesta època, l'ensenyament es donava sovint en qualsevol edifici, no gaire adaptat a les necessitats pedagògiques: estables, baixos d'un hospital o, com a Barcelona, habitacions superiors, amb males condicions higèniques i acústiques i amb escreix superpoblades on només el silenci i la disciplina absoluts podien garantir una mica d'ordre. Als Països Catalans, hi havia aleshores 9.047 edificis, no sempre adequats, i en mancaven 7.882 de nous per respondre a les necessitats.

### Fins immediats i aspiracions
A curt termini, el Consell havia de combatre l'analfabetisme, que el 1930 era del 12% dels homes i del 24% de les dones a Barcelona, i el 24% i el 40% a tot l'Estat espanyol. A més, s'havia de facilitar el pas de l'escola primària a la secundària, sobretot per a alumnes dotats de famílies necessitades i també millorar la formació en pedagocia i metodologia del cos docent tant per als mestres com per als universitaris que es volien dedicar a l'ensenyament. S'havia de reorganitzar els estudis tècnics secundaris per possibilitar el pas a la formació superior o universitària.
A mitjà termini, estava previst millorar i eixamplar les infraestructures, per poder disminuir el nombre d'alumnes per classe, tenir una escola primària amb secció per a pàrvuls per municipi, així com un institut per a cada municipi amb més cinc mil habitants. El Consell aspirava a un ensenyament gratuït i obligatori per a tothom fins als divuit anys. Continuar a l'ensenyament superior hauria de ser possible per a tothom que tingués talent, i ja no podria ser condicionat per l'origen social. Es projectava crear una xarxa d'escoles d'aprenentatge i de treball, anomenades «Technicum» i facilitar als mestres actius a seguir paral·lelament una formació universitària.

## Precedents

### Escola del Bosc
L'Escola del Bosc es va construir a la muntanya de Montjuïc, obra de l'arquitecte Antoni Falguera, que havia estudiat edificis semblants a Roma i Charlottenburg. Rosa Sensat volia que l'escola fos el lloc on s'aprèn vivint, amb l'objectiu de poder sintetitzar les virtuds de l'educació escolar i l'extraescolar, tot articulant l'aprenentatge formal en les vivències quotidianes del medi. Rosa Sensat va voler plasmar els eixos d'actuació pedagògica en uns principis que són un bon resum de l'esperit de l'Escola Nova.

### Escola del Mar

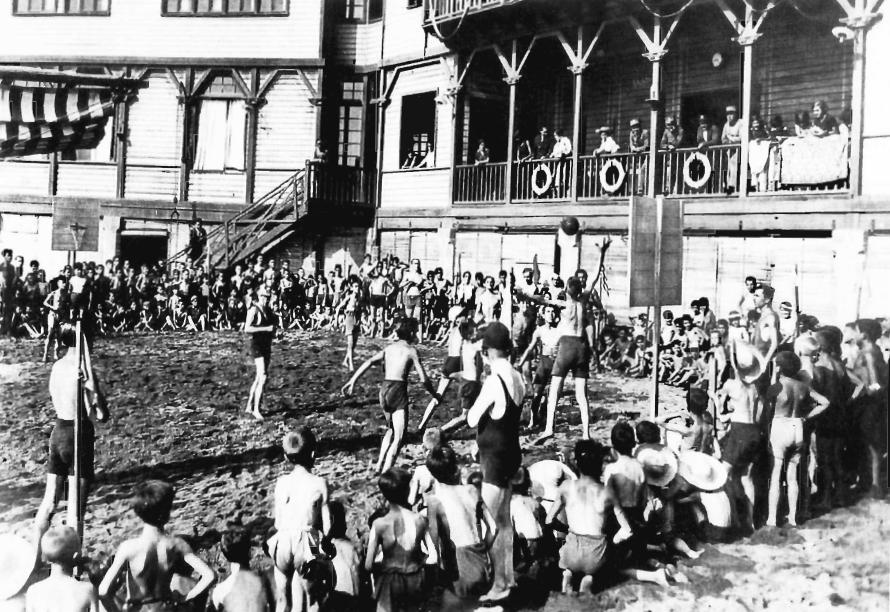
L'Escola del Mar

El dia 7 de març de 1921 el president de la Comissió de Cultura de l'Ajuntament de Barcelona va encarregar la casa Ribas i Pradell de construir els pavellons de fusta per a la futura Escola del Mar, a la platja de la Barceloneta. Ventura Gassol, membre de la Comissió, va preguntar a Pere Vergés, que era un adepte de les idees de l'Escola Nova, de ser-ne el director. Vergés va acceptar i l'1 de juliol, l'edifici, encara no del tot acabat, va acollir els primers banys de mar dels infants, i l'1 d'agost, a més de l'horari dels banys, es va inaugurar com a semicolònia de platja. Un any més tard, l'agost de 1922, la Comissió de Colònies Escolars inaugurava, com a perllongació de l'Escola del Mar, la primera colònia escolar d'estiu en règim complet a Calafell amb el nom de Colònies de Vilamar. En aquesta escola destaca el paper important donat a la música, la biblioteca escolar, amb llibres triats pels mateixos deixebles després de visitar llibreries, i l'educació física a base de gimnàstica respiratòria i natació.

## Diferències entre l'escola tradicional i l'Escola Nova
| Escola tradicional | Escola Nova |
| Instruir l'infant amb tots els coneixements que creien necessaris per quan fos adult.                                                                                       | Estimular el desenvolupament de l'infant, donant-li a cada estadi allò que l'estadi demana com a necessari per a superar-se i evolucionar. |
| Només pensa en les matèries que vol ensenyar a l'infant. Aquest ha d'arribar a adult sabent de tot. No es preocupaven pels interessos de cada alumne.                       | Respectar els gustos i talents de l'alumne i guiar-lo pel camí que ell mateix vulgui seguir.                                               |
| Els mestres impartien la seva feina guiant-se únicament pels llibres, fent memoritzar a petites dosis el temari, a l'endemà preguntar-ho i posar una puntuació als infants. | El treball del mestre es fa a base d'observació, utilitzaven diferents mètodes que la memorització per obtenir un bon aprenentatge.        |
| Metodologia conductista. | Metodologia constructivista. |